# آمیتی‌ویل: نسل جدید
آمیتی‌ویل: نسل جدید (به انگلیسی: Amityville: A New Generation) یک فیلم ترسناک داستان ماوراء طبیعی آمریکایی به کارگردانی جان مورلوفسکی است که در سال ۱۹۹۳ منتشر شد. این هفتمین فیلم از مجموعه فیلم‌های آمیتی‌ویل است.